# Kreis Kunszentmiklós
Der Kreis Kunszentmiklós (ungarisch Kunszentmiklósi járás) ist ein Kreis im Nordwesten des Komitats Bács-Kiskun. Er entstand nach Auflösung des gleichnamigen Kleingebiets (ungarisch Kunszentmiklósi kistérség) und der Übernahme von neun der zehn Gemeinden (die Gemeinde Újsolt wurde dem Kreis Kalocsa zugeordnet). Der Kreis Kunszentmiklós grenzte im Norden an das Komitat Pest und im Westen an das Komitat Fejér. Der Verwaltungssitz des Kreises befindet sich in der Stadt Kunszentmiklós.

## Gemeindeübersicht
| Gemeinde             | Status   | Herkunft Kleingebiet | Einwohnerzahl | Einwohnerzahl | Einwohnerzahl | Fläche     | Bevölkerungs- dichte (Ew./km²) |
| Gemeinde             | Status   | Herkunft Kleingebiet | 01.10.2011    | 01.01.2013    | 01.01.2016    | 01.01.2016 | Bevölkerungs- dichte (Ew./km²) |
| -------------------- | -------- | -------------------- | ------------- | ------------- | ------------- | ---------- | ------------------------------ |
| Apostag              | Gemeinde | Kunszentmiklós       | 2.056         | 2.032         | 2.025         | 31,94      | 63,4                           |
| Dunaegyháza          | Gemeinde | Kunszentmiklós       | 1.461         | 1.446         | 1.391         | 10,12      | 137,5                          |
| Dunavecse            | Stadt    | Kunszentmiklós       | 3.881         | 3.903         | 3.824         | 66,77      | 57,3                           |
| Kunadacs             | Gemeinde | Kunszentmiklós       | 1.499         | 1.557         | 1.504         | 89,90      | 16,7                           |
| Kunpeszér            | Gemeinde | Kunszentmiklós       | 680           | 669           | 693           | 77,55      | 8,9                            |
| Kunszentmiklós       | Stadt    | Kunszentmiklós       | 8.561         | 8.385         | 8.309         | 172,11     | 48,3                           |
| Szabadszállás        | Stadt    | Kunszentmiklós       | 6.093         | 6.202         | 6.116         | 164,62     | 37,2                           |
| Szalkszentmárton     | Gemeinde | Kunszentmiklós       | 2.877         | 2.879         | 2.791         | 82,08      | 34,0                           |
| Tass                 | Gemeinde | Kunszentmiklós       | 2.890         | 2.833         | 2.737         | 74,73      | 36,6                           |
| Kreis Kunszentmiklós |          |                      | 29.998        | 29.906        | 29.390        | 769,82     | 38,2                           |